# Taperina
Genre
Taperina est un genre d'opilions eupnois de la famille des Sclerosomatidae.

## Distribution
Les espèces de ce genre se rencontrent au Brésil et au Suriname.

## Liste des espèces
Selon World Catalogue of Opiliones (15/05/2021) :
- Taperina lutea Roewer, 1953
- Taperina nigripes Roewer, 1953

## Publication originale
- Roewer, 1953 : « Neotropische Gagrellinae (Opiliones, Arachnidae). (Weitere Weberknechte XVII). » Mitteilungen aus dem Zoologischen Museum in Berlin, vol. 29, no 1, p. 180–265.